# Quebrada de Azapa
Quebrada de Azapa eller Río San José är ett periodiskt vattendrag i Chile.   Det ligger i regionen Región de Arica y Parinacota, i den norra delen av landet, 1 700 km norr om huvudstaden Santiago de Chile.
Området kring Quebrada de Azapa är ofruktbart med lite eller ingen växtlighet och ganska glesbefolkat, med 47 invånare per kvadratkilometer.